# Yzalú

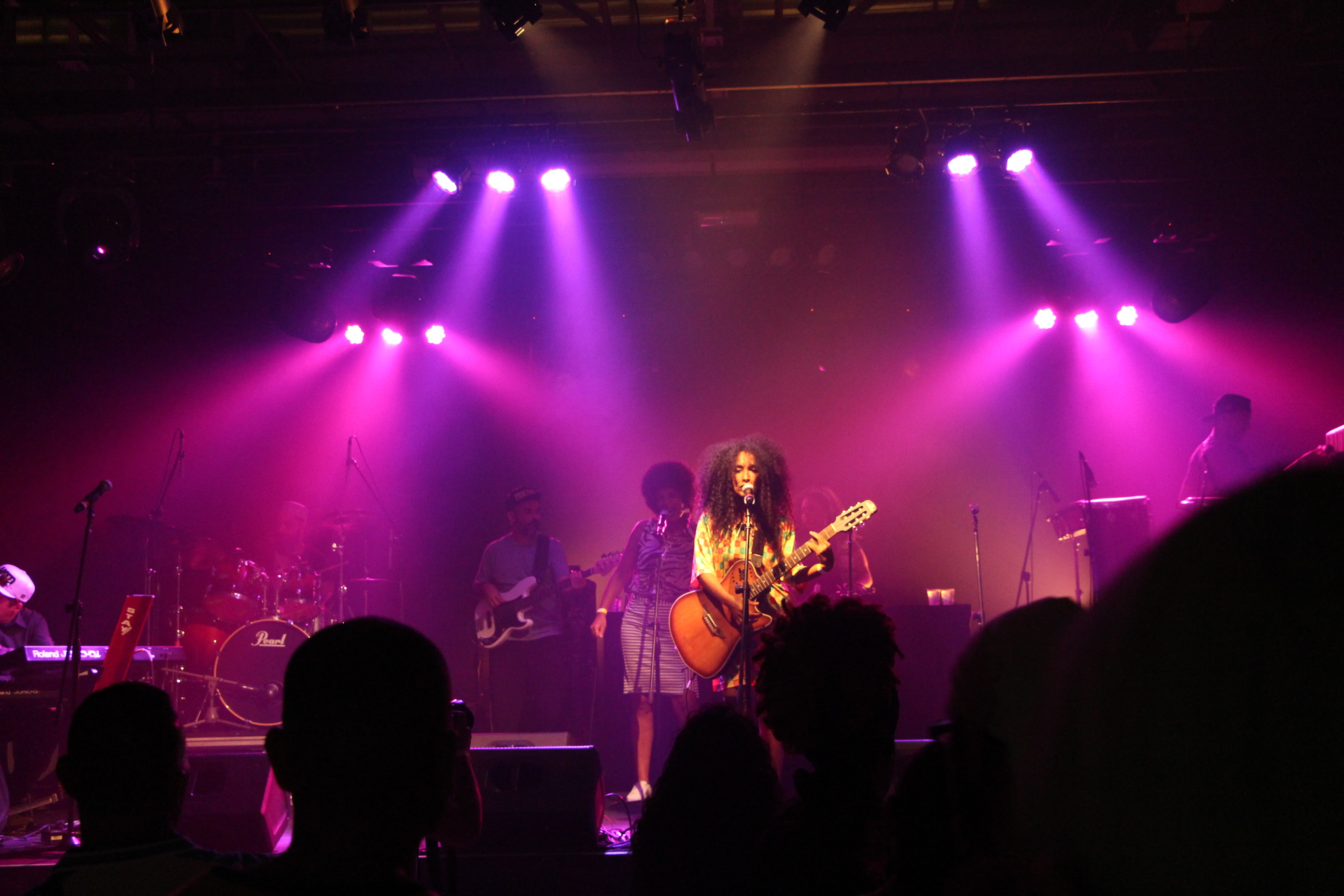
Yzalú

Yara Luiza Lopes Silva (São Bernardo do Campo, 8 de septiembre de 1982), más conocida por su nombre artístico Yzalú, es una cantante, compositora y violinista brasileña.

## Carrera musical
Yzalú nació en la localidad brasileña de São Bernardo do Campo el 8 de septiembre de 1982. Comenzó su carrera a los 16 años cuando vivió en Salvador, Bahía mejorando sus conocimientos sobre la guitarra. Yzalú fue influenciada por la cantante y rapera estadounidense Lauryn Hill.
En 2012 fue invitada a colaborar en el DVD del grupo de hip hop Detentos do Rap que contó también con la participación de varios artistas brasileños como Mano Brown, Eduardo, Dexter, DBS & A Quadrilha, Realidade Cruel y Ferréz.
En 2016, Yzalú lanzó su primer álbum titulado Minha Bossa É Treta que fue considerado como uno de los mejores álbumes del año por el sitio web estadounidense Rate Your Music junto a Metá Metá y Rashid.

## Discografía
- Minha Bossa É Treta (2016)